# Ensemble Gibraltar
Ensemble Gibraltar (en anglais : Together Gibraltar abrégé TG) est un parti politique progressiste gibraltarien fondé le 28 novembre 2018.

## Histoire
Ensemble Gibraltar est fondé en 2017 en tant qu'organisation politique par la députée indépendante Marlene Hassan-Nahon (en), anciennement des Sociaux-démocrates de Gibraltar,. Le 17 octobre 2018, lors de son assemblée générale, 86 % des membres de l'organisation votent pour qu'elle devienne un parti politique, dans le but de se présenter aux élections générales de 2019,. Le 8 novembre 2018, Hassan-Nahon annonce que le lancement du parti est prévu pour le 28 novembre. Lors des élections de 2019 Nahon conserve son siège mais aucun autres candidats du parti ne sont élus. C'est la première fois depuis 1992 qu'un nouveau parti obtient un siège à la chambre. Après le départ de sa dirigeante  Marlene Hassan-Nahon, qui annonce se retire de la vie politique en juin 2023, Ensemble Gibraltar connaît cependant un baisse de soutien populaire qui amène le parti à renoncer à participer au scrutin de 2023,.

## Résultats électoraux

### Élections législatives
| Élection | Votes  | %     | Siège  | +/– | Gouvernement |
| -------- | ------ | ----- | ------ | --- | ------------ |
| 2019     | 32 455 | 20,50 | 1 / 17 | Nv  | Opposition   |